# Bertrand Pégot
Pour les articles homonymes, voir Pégot.
Bertrand Pégot, né le 14 mai 1750 à Saint-Gaudens (Haute-Garonne) et mort le 20 décembre 1827 à Saint-Gaudens, est un homme politique français.

## Biographie
Pégot appartenait à une famille de négociants. Son père, Gaudens Pégot, était marchand à Saint-Gaudens. En 1751, il acquit la métairie noble de Polavin.
Bertrand Pégot épousa Jeanne-Joséphine-Antoinette Lacroix et eut huit enfants dont : 
1. Guillaume-Alexandre-Nicolas, Maréchal de camp (1814), marié
2. Jean Gaudens Claude, volontaire (1792), chevalier de l'Empire (1809), général de brigade (1813)
3. Jean-Jacques-Célestins-Gaudens, capitaine

Ce négociant fut franc-maçon de 1781 à 1782 à la loge "Saint-Jean" de Saint-Gaudens. Il était membre de l'Assemblée de Comminges.

De 1789 à 1791, il siégea à l'Assemblée Constituante. Il signe le Serment du Jeu de paume. Son nom figure sur deux listes de droite.

En 1793, il fut nommé receveur des biens nationaux.